# 合志マンガミュージアム
合志マンガミュージアム（こうしマンガミュージアム、英: Koshi Manga Museum）は、熊本県合志市御代志にある、マンガを所蔵する施設。
「マンガを読もう!観よう!!学ぼう!!!」というコンセプトのもと2017年7月22日に開館。約6万冊のマンガ資料を所蔵し、約2万冊のマンガが開架されている（2022年現在）。日本が世界に誇る文化として特に妖怪・忍者・マンガ「YO・NIN・MAN」に焦点を当て、妖怪マンガや忍者マンガの所蔵を充実させている地域密着型の施設。

## 概要

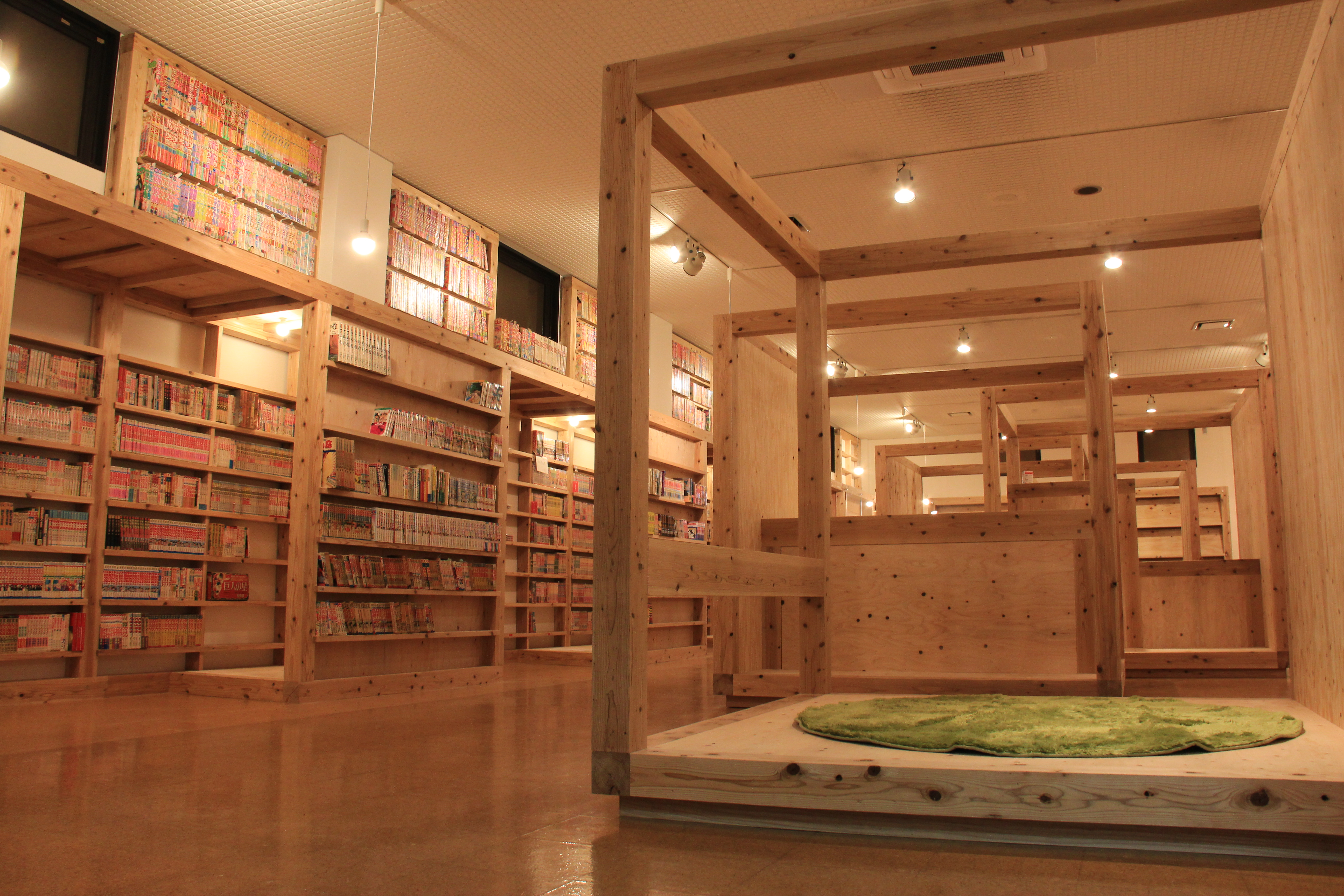
ミュージアム内 キューブゾーン

合志市政策「まち・ひと・しごと創生推進事業」「マンガの魅力を活用したまちづくり」の取り組みとして2017年に開館した。
ミュージアムの館長をつとめる橋本博（NPO法人熊本マンガミュージアムプロジェクト代表）が所蔵していたマンガ本や、多くの寄贈本を収蔵している。
旧西合志町郷土資料館を改修した施設内のフロアには、県産木材を用いた縁側風・立方体の読書空間である「キューブ」が設置されている。崇城大学工学部建築学科西郷正浩研究室によるこの設計は、第23回くまもとアートポリス推進賞で顕彰された。
館内には、1960年からの人気マンガを10年単位で並べた棚やテーマ別書棚、妖怪マンガ、忍者マンガに特化した棚のほか、漫画雑誌を収蔵した棚や熊本ゆかりの作家の棚なども設置されており、利用者は自由にマンガを閲覧することができる。マンガの貸出は行っていない。
館内の展示スペースでは企画展示も行われており、最初の企画展は「日本のマンガ100年の歩み」。平成28年熊本地震後に県に贈られた漫画家直筆の「くまモン頑張れ絵」も展示されている。定期的に開催される「合志マンガ義塾」ではマンガの歴史や文化を知る講和等が開催され、公式YouTubeチャンネルでは過去のトークショーやワークショップの様子が配信される。熊本在住の川崎のぼるによる忍者の絵のクリアファイルほか、館の公式グッズの販売も行っている。
2019年4月より株式会社こうし未来研究所による指定管理者制度を導入。

## 所蔵
館長である橋本博が個人所蔵していたマンガ本が開館時に一部合志市に寄贈され、現在も個人からのマンガ本の寄贈を受け付けている。「日本一、妖怪・忍者漫画が充実している施設」を目指してPRしており、妖怪・忍者に関する作品約3000冊を所蔵している。

## 歴史
- 2017年（平成29年）
  - 7月22日、開館（収蔵4万冊、配架1.5万冊）。「合志マンガ義塾」「ワークショップ」開講[12]。9月3日、オープンから44日目で入館者1万人を突破[13]。9月号の「広報こうし」より「合志マンガミュージアムだより」を連載[14]。10月、みなもと太郎をゲストに「『カタルパの樹』シンポジウム[15]」開催。
- 2018年（平成30年）
  - くまもとアートポリス推進賞選出。開館1周年記念イベント「合志マンガ祭り2018」、「川崎のぼるトークショー[16]」開催。
- 2019年（平成31年・令和元年）
  - 1月、くまもとアートポリス推進賞授賞。2月、柳澤健、猪飼幹太、中村公彦をゲストに、トークイベント「『ぱふ』の時代を語る[17]」開催。9月、合志マンガ義塾SPECIAL「鹿子木灯トークショー・サイン会[18]」を開催。
- 2020年（令和2年）
  - 2月、「京都国際マンガミュージアム館長荒俣宏トークイベント[19] 開催、小学生を対象に「妖怪・忍者イラストコンテスト」を実施。入賞作を館長らが審査し、マンガミュージアムで表彰。以後毎年開催されている[20]。開館3周年記念イベント「芳崎せいむトークショー[21]」開催。
- 2021年（令和3年）
  - 開館4周年記念イベント「安井まさじと楽しむ ONEPIECEワールド[22]」、「室山まゆみトークショー[23]。」開催。
- 2022年（令和4年）
  - 「開館5周年記念イベント（コロナで一部中止）[24]」、「色紙で見る戦後マンガ史 木村忠夫コレクション展[25]」「令和4年度第1回 推しマンガコンテスト[26]」の開催。11月3日には「藤村緋二トークショー＆サイン会」が開催される予定[27]。

## イベント
合志マンガ義塾
毎月第3土曜日、テーマごとにトークイベントや研究会を開催。
ワークショップ
毎月第2・第4日曜日に、イラストを描いたり缶バッジ・カード作りなどの体験教室を開催している。
特別展示
所蔵するマンガ資料をもとにテーマを設定し展示をしている。
開館記念イベント
毎年7月22日の開館記念日に合わせ、トークショー、ワークショップ等を開催。
合志マンガ祭り
毎年11月3日手塚治虫生誕記念日にトークショー、ワークショップを開催。
YO・NIN・MANフェスタ
毎年8月8日の「妖怪の日」、2月22日の「忍者の日」に妖怪・忍者に関するイベントを開催。
妖怪・忍者イラストコンテスト
毎年小学生を対象にオリジナルイラストを募集している。
ナイトミュージアム
20時から翌7時まで開館し、日中来館できない人向けに開催される不定期イベント。
その他マンガ本を活用したイベントや出張イベントを行っている。

## 利用案内
開館時間
火曜日 - 日曜日 10:00 - 18:00（コロナ禍のため現在は17:30までの条件付き開館）
休館日
月曜日（祝日の場合は翌平日）毎月末日（土・日・祝を除く)、年末年始
展示替えによる臨時休館あり。
入館料金
大人・大学生 300円
中学・高校生 100円
小学生以下無料
年間パスポート
大人・大学生 1500円
中学・高校生 500円
多目的室利用料（1時間あたり）
合志市内の利用者 250円
合志市外の利用者 550円

## アクセス
- 熊本電気鉄道 御代志駅より徒歩12分
- 合志市レターバス 御代志市民センター前 下車 徒歩1分